# Damian McKenzie
Pour les articles homonymes, voir McKenzie.

a Compétitions nationales et continentales officielles uniquement.

b Matchs officiels uniquement.
Dernière mise à jour le 23 juillet 2025.
Damian McKenzie, né le 20 avril 1995 à Invercargill (Île du Sud, Nouvelle-Zélande), est un joueur international néo-zélandais de rugby à XV évoluant aux postes de demi d'ouverture ou d'arrière (1,75 m pour 80 kg). Il joue avec la province de Waikato en NPC depuis 2022, ainsi qu'avec la franchise des Chiefs en Super Rugby depuis 2023.

## Biographie
Damian McKenzie est né à Invercargill, dans la région du Southland sur l'île du Sud. Il est de descendance māorie par sa mère. Il est issu d'une famille sportive, à commencer par son père Brent, qui a joué au rugby à XV au poste d'arrière, représentant la province de Southland et les Junior All Blacks,. Sa mère a pour sa part pratiqué le hockey sur gazon. Enfin, son frère aîné Marty (en) a lui aussi été joueur professionnel de rugby, évoluant avec les franchises des Blues, Chiefs et Crusaders,. Il est également le cousin de l'arrière Robbie Robinson (en).
Damian McKenzie grandit dans la ferme familiale près de la ville de Gore. Il vit dans le Southland jusqu'en 2011, date à laquelle il rejoint en internat le Christ's College de Christchurch dans la région de Canterbury, où il termine sa scolarité en 2013. Il rejoint ensuite l'université de Waikato sur l'île du Nord, où il étudie la communication.

## Carrière

### En club
Damian McKenzie commence à jouer au rugby dès son plus jeune âge, dans le sillage de son frère Marty. Pour parfaire son éducation rugbystique, il rejoint le Christ's College de Christchurch en 2011, et joue pendant trois saisons avec l'équipe première de l'établissement. Il est le capitaine de son équipe lors de sa troisième saison. Il joue également au sein des catégories de jeunes de la province de Canterbury.
Alors qu'il est très en vue au sein son équipe, et qu'il est considéré comme l'un des joueurs les plus prometteurs de sa génération, il reçoit des offres de contrat de la part de plusieurs fédérations provinciales,. En effet, sa province originelle de Southland, celle de Canterbury et celle de Waikato souhaitent alors le recruter. Il fait finalement le choix de s'engager avec l'Academy (centre de formation) de Waikato pour trois saisons à partir de 2014, après avoir été convaincu par la qualité cette équipe et en considérant qu'il aurait plus d'opportunité pour jouer à son poste de formation de demi d'ouverture.
Au début de l'année 2014, il a l'occasion d'évoluer avec l'équipe Development (espoir) de la franchise des Chiefs, et il a l'occasion de s'entraîner avec l'équipe professionnelle,. Il rejoint même officiellement l'effectif lors de la fin de saison, en compensation de la blessure de son cousin Robbie Robinson (en), mais ne joue aucun match. Il joue également avec le club amateur de Waikato University dans le championnat régional de Waikato.
Plus tard la même année, il est retenu dans l'effectif professionnel de Waikato en vue de la saison 2014 de National Provincial Championship (NPC). Il joue son premier match le 16 août 2014 contre Wellington. Titulaire à l'ouverture, il inscrit un essai et sept points au pied. Malgré sa jeunesse, il s'impose immédiatement comme un titulaire indiscutable avec sa province, démarrant neuf des dix matchs de son équipe, et inscrivant 90 points. À la fin de la saison, il reçoit le titre de meilleur jeune joueur de sa province.
Grâce à ses performances avec la sélection junior néo-zélandaise, il obtient un contrat de trois ans avec les Chiefs à compter de la saison 2015 de Super Rugby,. Il est alors recruté principalement pour jouer demi d'ouverture, en complément du All Black Aaron Cruden et de son frère Marty. Il joue son premier match de Super Rugby le 14 février 2015 contre les Blues,. Il joue un total de quinze rencontres lors de la saison, dont trois titularisations à l'ouverture, et cinq au poste d'arrière. En effet, malgré la grave blessure au genou de Cruden en milieu de saison, c'est le plus souvent son frère aîné qui  est aligné au poste d'ouvreur,.
La saison suivante, il joue uniquement au poste d'arrière, laissant l'ouverture à Cruden. Il est alors l'auteur de performances remarquées, aussi bien par ses qualités balle en main que sa précision au pied,. Il est titulaire lors des dix-sept matchs de son équipe, et inscrit 199 points dont 10 essais, ce qui lui permet de terminer à la fois deuxième meilleur réalisateur et marqueur d'essais du championnat derrière respectivement Beauden Barrett et Israel Folau. Son excellente saison est logiquement récompensée par la SANZAAR qui lui octroi le titre de meilleur joueur du championnat. Il prolonge également son contrat avec les Chiefs jusqu'en 2018.
En 2017, il poursuit sur la lancée de la saison précédente, et conserve son titre de meilleur joueur de la compétition,.
Pour la saison 2018, les Chiefs ont vu partir les demis d'ouverture Aaron Cruden et Stephen Donald, et McKenzie se voit replacé à son poste de formation en compensation,. Malgré ce changement de poste, il continue de se montrer très performant, et conserve une nouvelle fois son titre de meilleur joueur, pour la troisième fois consécutive,. En mars 2018, il prolonge son contrat pour trois saisons supplémentaires, s'engageant jusqu'à la fin de la saison 2021.
En 2019, il joue les trois premiers matchs de la saison à l'ouverture, avant de glisser à l'arrière, après un début de saison très compliqué pour son équipe,. Sa saison est brutalement interrompue le 13 avril 2019, lorsqu'il se blesse gravement au genou lors d'un match contre les Blues. Cette blessure l'écarte des terrains pour une durée de plus huit mois.
Il retourne à la compétition en janvier 2020 à l'occasion d'un match de présaison,. Lors de la saison 2020, il retrouve le poste d'arrière, après le retour d'Aaron Cruden, et l'émergence de Kaleb Trask,. Toujours en 2020, il prend part à la rencontre entre le Nord et le Sud (en) avec l'équipe de l'île du Nord, que son équipe perd,.
La saison suivante, il joue une fois de plus principalement au poste d'arrière. Il semble alors avoir retrouvé son niveau, se montrant régulièrement décisif lors des matchs de son équipe,. Il manque toutefois la fin de la saison après avoir reçu une suspension de trois matchs, consécutive à un carton rouge pour placage dangereux infligé lors d'un match face aux Queensland Reds.
En août 2021, il est annoncé qu'il quitte les Chiefs, après sept saisons, et qu'il rejoint le championnat japonais pour un contrat hautement lucratif,. Il s'engage en effet pour une saison avec les Tokyo Sungoliath pour la saison 2022 de League One, remplaçant son compatriote Beauden Barrett. Installé au poste d'arrière dans sa nouvelle équipe, il termine la saison meilleur réalisateur du championnat (avec 218 points), et fait partie du XV type de la saison. Son club parvient jusqu'en finale de la compétition, où il s'incline face aux Saitama Wild Knights.
Peu après la fin de sa saison avec les Sungoliath, il annonce retourner en Nouvelle-Zélande, se réengageant avec les Chiefs jusqu'en 2023. Dans un premier temps, il fait son retour sur les terrains néo-zélandais le temps d'un match avec le club amateur de Woodlands dans le championnat de sa région natale de Southland, où il est aligné au côté de son frère Marty,. Plus tard la même année, il dispute la saison 2022 de NPC avec sa province de Waikato. Avec les Chiefs, il effectue un début de saison remarqué au poste d'ouvreur, au point d'être considéré comme le joueur en forme à ce poste en Nouvelle-Zélande, devant les titulaires habituels que sont Beauden Barrett et Richie Mo'unga,. Il prolonge alors son contrat avec la fédération néo-zélandaise et les Chiefs jusqu'en 2025. Il joue son centième match avec les Chiefs en mars 2023, lors d'une rencontre face aux Waratahs.

### En équipe nationale
Damian McKenzie joue avec les Barbarians scolaires néo-zélandais (sélection scolaire réserve) en 2012. L'année suivante, il représente la sélection scolaire néo-zélandaise (en), à l'occasion d'une tournée en Australie,.
Il est par la suite sélectionné avec l'équipe de Nouvelle-Zélande des moins de 20 ans en 2014. Il participe au championnat du monde junior 2014 en Nouvelle-Zélande. Jouant au poste d'arrière, devant la concurrence de Richie Mo'unga et Simon Hickey à l'ouverture, il inscrit 25 points dont 2 essais lors du tournoi,. Après le mondial, il est nommé meilleur jeune joueur joueur néo-zélandais de l'année
En juillet 2015, en vertu de ses origines māories, il est sélectionné avec les Māori All Blacks afin de disputer un match contre les Fidji et les Barbarians néo-zélandais,. Avec les Māori, il dispute une autre rencontre en 2016.
En mai 2016, il est sélectionné pour la première fois avec les All Blacks par Steve Hansen, en vue de la série de test-match du mois de juin face au pays de Galles. Il ne joue cependant aucun match.
À l'origine non-sélectionné pour le Rugby Championship 2016, il rejoint le groupe peu après la première journée à la suite de plusieurs blessures dans l'effectif néo-zélandais. Il obtient sa première sélection en tant que remplaçant le 1er octobre 2016 face à l'Argentine à Buenos Aires. Il obtient sa première titularisation en sélection (au poste d'arrière) un mois plus tard, lors de la tournée de novembre en Europe, face à l'Italie.
En 2017, malgré ses performances avec les Chiefs, il n'est pas sélectionné dans le groupe retenu pour préparer la tournée des Lions britanniques en Nouvelle-Zélande, se voyant devancé par le débutant Jordie Barrett. S'il est rappelé par la suite, après la blessure de Ben Smith, il ne joue néanmoins aucun match lors de la tournée. Cependant, il affronte les Lions britanniques avec les Māori All Blacks,.
Pour le Rugby Championship 2017, il profite de la blessure de Jordie Barrett et du congé sabbatique de Ben Smith pour faire son retour en sélection, et s'y imposer comme un titulaire à l'arrière,. Il dispute les six matchs de son équipe, et inscrit quatre essais.
Il joue son premier match à l'ouverture avec les All Blacks l'année suivante, à l'occasion d'un test-match contre la France le 23 juin 2018. Plus tard la même année, il se fait devancer dans la hiérarchie aussi bien à l'ouverture qu'à l'arrière, et doit se contenter de quatre matchs comme remplaçant lors du Rugby Championship 2018. Il retrouve une place de titulaire à l'arrière lors de la tournée de novembre en Europe.
En 2019, à cause de sa grave blessure au genou subie avec les Chiefs, il manque la Coupe du monde au Japon, ainsi que toute la saison internationale.
Il fait son retour en sélection, désormais dirigée par Ian Foster, en septembre 2020. Il n'est titulaire qu'une seule fois lors des quatre matchs disputés cette année.
En 2021, il est sélectionné pour le Rugby Championship 2021, où il joue tous les matchs de son équipe, mais n'est titularisé que deux fois. En effet, comme depuis plusieurs saisons Jordie ou Beauden Barrett lui sont régulièrement préférés lors des matchs importants,.
L'année suivante, sa signature au Japon le rend inéligible avec la sélection néo-zélandaise pour la durée de son contrat. À son retour, il est réintégré dans le groupe All Black en octobre 2022 en prévision d'un match contre le Japon, mais ne dispute finalement pas la rencontre,. Il fait cependant partie de l'équipe réserve néo-zélandaise, les All Blacks XV (en), pour une tournée en Europe. Il est titulaire à l'ouverture lors du match face aux Ireland Wolfhounds (en), et participe pleinement à la large victoire de son équipe. Juste après cette tournée, il joue deux matchs avec les Barbarians face aux clubs anglais des Harlequins et de Bath,.

## Style de jeu

### «Smiling assassin»et buteur
Damian McKenzie est surnommé le « smiling assassin » en anglais (qui peut-être traduit par l'« assassin souriant ») en raison de sa manière de préparer ses tentatives de tir au but, notamment dû au sourire qu'il aborde à ce moment du match et qui est retransmis sur les écrans géants des stades ainsi qu'à la télévision. Il explique en mai 2016 que « Doing that just relaxes me a bit more. I look like a bit of a clown doing it, but if it works, it works », ce qui peut-être traduit par « Faire cela me relaxe un peu plus. En faisant cela, je ressemble peut-être à un clown, mais si ça marche, ça marche ». Ce surnom fait également référence à son efficacité face aux perches : il devient le buteur numéro un de sa franchise, et ce aux dépens de l'ouvreur international Aaron Cruden.

### Polyvalence
Damian McKenzie est un joueur relativement petit (1,75 m (5′ 9″)) et léger (il déclare le 3 mai 2016 : « I'm about 80 dripping wet » pouvant être traduit par « je fais 80 kg tout mouillé ») formé au poste de demi d'ouverture. Il dispute cependant le championnat du monde junior 2014 au poste d'arrière. Avec la province de Waikato, il évolue à son poste de prédilection d'ouvreur. Lorsqu'il fait ses débuts en 2015 avec la franchise des Chiefs, il doit faire face à la concurrence des All Blacks Aaron Cruden et Stephen Donald, il est alors replacé au poste d'arrière où il s'impose. Il réalise ses débuts internationaux à ce poste.
Mais les départs de Cruden et de Donald à l'issue de la saison 2017 laisse le poste de numéro 10 des Chiefs vacant. C'est alors McKenzie qui endosse le maillot.

## Statistiques

### En franchise
Avec la franchise des Chiefs, où il débute en 2015 à l'âge de dix-neuf ans, Damian McKenzie a disputé 103 matchs en Super Rugby, au cours desquels il a marqué 965 points dont 33 essais.

### En équipe nationale
Au 23 juillet 2025, Damian McKenzie compte 64 capes avec les All Blacks, dont 41 en tant que titulaire,  depuis son premier match le 1er octobre 2016 contre l'Argentine. Il a inscrit 320 points de décomposant en 21 essais, 29 pénalités et 64 transformations. Avec les Kiwis, il dispute une Coupe du monde en 2023. Il participe à sept éditions du Rugby Championship, en 2016, 2017, 2018, 2020, 2021, 2023 et 2024.

## Palmarès

### En franchise
- Finaliste du Super Rugby en 2023, 2024 et 2025 avec les Chiefs.

### En équipe nationale
- Vainqueur du Rugby Championship en 2016, 2017, 2018, 2020, 2021 et 2023 avec l'équipe de Nouvelle-Zélande.
- Finaliste de la Coupe du monde en 2023 avec l'équipe de Nouvelle-Zélande.

### Distinctions personnelles
- Meilleur joueur du Super Rugby en 2016, 2017 et 2018.
- Membre de l'équipe type du Super Rugby en 2017[93] et 2025.
- Meilleur réalisateur du Super Rugby en 2021 (111 points), 2023 (191 points), 2024 (177 points) et 2025 (209 points).
- Meilleur réalisateur du Rugby Championship en 2024 (62 points).